# سانتا ماریا دلاس هویاس
سانتا ماریا دلاس هویاس (به اسپانیایی: Santa María de las Hoyas) یکی از دهستان های اسپانیا است که در سریا واقع شده‌است.

## خصوصیات
سانتا ماریا دلاس هویاس ۴۵ کیلومترمربع مساحت و ۱۵۶ نفر جمعیت دارد.